# Sibling Rivalry
Sibling Rivalry è il dodicesimo album discografico in studio del gruppo musicale rock statunitense The Doobie Brothers, pubblicato nel 2000.

## Tracce
1. People Gotta Love Again (Johnston) – 4:48
2. Leave My Heartache Behind (Simmons) – 3:54
3. Ordinary Man (Bob Bangerter, Michael Ruff, Neida Bequette) – 4:00
4. Jericho (Johnston) – 5:04
5. On Every Corner (Knudsen, Zeke Zirngiebel) – 4:11
6. Angels of Madness (Guy Allison, Hossack, McFee) – 4:40
7. 45th Floor (Bill Champlin, Johnston) – 5:09
8. Can't Stand to Lose (John Cowan, Rusty Young) – 3:56
9. Higher Ground (Bill Champlin, Tamara Champlin, Johnston) – 4:19
10. Gates of Eden (Allison, Knudsen) – 4:59
11. Don't Be Afraid (Simmons, Cris Sommer-Simmons, Bangerter) – 5:47
12. Rocking Horse (Allison, Knudsen) – 6:27
13. Five Corners (McFee, Simmons) – 4:23

## Formazione
Gruppo
- Tom Johnston - chitarra, voce
- Patrick Simmons - chitarra, voce, banjo
- Michael Hossack - batteria, percussioni
- Keith Knudsen - batteria, percussioni, voce
- John McFee - chitarra, violino, pedal steel guitar, dobro, armonica, mandolino, voce